# Michelle Shocked
Michelle Shocked (* 24. Februar 1962 in Dallas, Texas, als Karen Michelle Johnston) ist eine US-amerikanische Folk-Sängerin und Songwriterin.

## Leben
Ihre Kindheit und Jugend verbrachte Michelle Shocked unter der Obhut ihrer Mutter, einer streng gläubigen Mormonin, und deren zweitem Ehemann, einem Angehörigen der Streitkräfte der Vereinigten Staaten. In Gilmer (Verwaltungssitz von Upshur County in Osttexas nahe der Grenze zum US-Bundesstaat Louisiana) besuchte sie die High School. Mit 16 riss sie von zu Hause aus und lebte in der anschließenden Zeit zunächst bei ihrem Vater, einem Hippie, erklärten Atheisten und Musiker. Durch seine Plattensammlung lernte sie die Musik von Blues-Musikern wie Big Bill Broonzy, Folksängern wie Leadbelly und Songwritern wie Randy Newman kennen.
Michelle Shocked begann ein Studium an der University of Texas in Austin und lebte zeitweise bei ihrem Vater, mit dem sie in den Semesterferien mehr oder weniger ausgedehnte Streifzüge durch die USA unternahm. Erste eigene Songs entstanden in den frühen Achtzigern. Die angehende Folksängerin spielte zunächst Geige und Mandoline und tingelte mit diversen Straßenmusikern durch Kalifornien. Dort lernte sie die Hardcore-Punk-Szene um die Bands Dead Kennedys und MDC kennen und nahm dann den Künstlernamen Michelle Shocked an – ein Wortspiel aus ihrem Spitznamen ’Chel und „Shell Shock“ für „Kriegstrauma“.
In den 1980er-Jahren nahm sie an unterschiedlichen autonomen und linkspolitischen Aktivitäten teil. Für kurze Zeit kehrte sie zu ihrer Mutter nach Texas zurück. Diese veranlasste aufgrund ihrer „gottlosen Umtriebe“ eine Einweisung in die Psychiatrie, aus der die Künstlerin jedoch nach 30 Tagen als „geheilt“ entlassen wurde. Sie zog nach New York und engagierte sich in der dortigen Hausbesetzer-Szene. Die folgenden Jahre führten sie als umherreisende Politaktivistin nach Europa, unter anderem auch nach Paris und Madrid. Auch in Amsterdam war sie in der Hausbesetzer-Bewegung aktiv und besetzte zusammen mit einer Reggae-Band aus Birmingham ein Haus. Darüber hinaus arbeitete sie zeitweilig bei einem niederländischen Piratensender und war Teilnehmerin am Anti-Cruise-Missile-Friedenscamp 1983 in Comiso auf Sizilien.
1986 kehrte Michelle Shocked nach Texas zurück. Sie half bei der Organisation des Kerrville Folk Festivals und begann sich für die Musik von Guy Clark und Townes Van Zandt zu interessieren. Peter Lawrence, ein Mitarbeiter des britischen Independent-Labels Cooking Vinyl, gab sich ihr gegenüber als Journalist aus und nahm einige ihrer Songs mit seinem Walkman auf. Trotz der relativ schlechten Aufnahmequalität veröffentlichte das Label die Stücke als Platte mit dem Titel The Texas Campfire Tapes. Die ohne Wissen und ohne Zustimmung von Michelle Shocked aufgenommene Platte platzierte sich in den Independent-Charts. Die Musikerin erfuhr von ihrem Erfolgsdebüt zufällig in einem Telefongespräch.
Nach einer Club-Tour durch England bekam Michelle Shocked einen Vertrag bei dem Major-Label Mercury Records. Ihre im selben Jahr erschienene zweite Platte (Short Sharp Shocked) wurde von Peter Anderson, Produzent von Country-Musikern wie Dwight Yoakam, innerhalb von zwei Wochen aufgenommen. Shockeds geradlinige und schnörkellose Mischung aus Folk-, Rock- und Blues-Elementen sowie engagierten und persönlichen Texten kam sowohl bei der Musikpresse als auch einem breiteren Publikum an. Die Single-Auskoppelung Anchorage hielt sich wochenlang in den Charts. Ihre nächsten beiden Mercury-Alben, Captain Swing (1989) und Arkansas Traveler (1992), waren stilistisch unterschiedlich akzentuiert. Während Shocked mit Captain Swing der Swing-Musik aus den Vierzigern ihre Reverenz erwies, reiste sie für Arkansas Traveler durch drei Kontinente, um mit unterschiedlichen Künstlern wie Taj Mahal und Gatemouth Brown folk-basierte Roots-Songs aufzunehmen.
1989 und 1990 nahm sie am Festival des politischen Liedes in Ost-Berlin teil.
Anfang der 1990er zog sie auf ein Hausboot bei Los Angeles. Ihr viertes Studio-Album, Kind Hearted Woman, spielte sie solo ein, unterstützt lediglich von dem Produzenten Tony Berg, und bot es nur auf Konzerten im Selbstverkauf an. Der Grund hierfür waren Auseinandersetzungen mit ihrem Label Mercury Records, die sich immer weiter zuspitzten. Die Plattenfirma wollte die stilistischen Wechsel der Musikerin nicht akzeptieren. Zum einen weigerte sich die Firma, bereits produziertes Material zu veröffentlichen, zum anderen wollte sie die Künstlerin nicht aus dem Vertrag entlassen. Um aus ihrer künstlerisch wie existenziell verfahrenen Situation auszubrechen, reichte Michelle Shocked schließlich Klage gegen die Plattenfirma ein. Sie berief sich dabei auf den 13. Zusatzartikel zur Verfassung der Vereinigten Staaten, der Sklaverei verbietet, sowie ein kalifornisches Gesetz, das Verträge über persönliche Dienstleistungen auf sieben Jahre begrenzt. Die Auseinandersetzung endete mit einem Sieg für die Künstlerin. Sie wurde aus den Verträgen entlassen und erhielt darüber hinaus auch die Verfügungsgewalt über ihren Backkatalog.
Eine in Band-Besetzung unter anderem mit Mitgliedern der Hothouse Flowers, mit denen sie seit der Zusammenarbeit an Arkansas Traveler freundschaftlich verbunden ist, neu eingespielte, von Bones Howe, einem Bekannten von Tom Waits, produzierte Version von Kind Hearted Woman veröffentlichte sie auf dem Independent-Label Private Music. Nachdem dieses im Rahmen eines Verkaufs und einer Umstrukturierung aufgelöst worden war, gründete Michelle Shocked ihr eigenes Label Mighty Sounds. Darauf erschien 2002 ein Doppelalbum mit Folk-, Blues- und Gospel-inspirierten Stücken und instrumentalen Dub-Versionen der Songs (Deep Natural / Dub Natural). 2005 kam die Trilogie Threesome, bestehend aus den drei Einzelalben Don’t Ask, Don’t Tell, Got No Strings und Mexican Standoff, heraus. Während viele Kritiker in der ersten CD der Trilogie eine konsequente Fortsetzung von Short Sharp Shocked sahen, offerierte die zweite Klassiker aus Disney-Filmen im Western-Swing-Gewand. In Mexican Standoff schließlich präsentierte Michelle Shocked lateinamerikanische Klänge sowie Mariachi-Stücke aus Nordmexiko und ihrem Heimat-Bundesstaat Texas. Eine weitere Trilogie mit Jazz-, Blues- und Swing-Aufnahmen wurde bereits vor der Fertigstellung von The Threesome in Angriff genommen, jedoch noch nicht veröffentlicht.
Ihre ersten vier Alben einschließlich der Texas Campfire Tapes, nun umbenannt in Texas Campfire Takes, wurden ebenfalls bei Mighty Sounds als Deluxe-Editionen, erweitert um zahlreiche Bonus-Tracks, neu veröffentlicht. Ihre zuvor nur in limitierter Auflage als Selbstpressungen auf Konzerten verkauften Alben Good News und Artists Make Lousy Slaves, letzteres ein Gemeinschaftswerk mit Fiachna O’Braonain von den Hothouse Flowers, können im Internet-Store auf ihrer Website als selbsgebrannte CDs bezogen bzw. im Mp3-Format heruntergeladen werden. 2003 spielte Shocked bei einem Bluegrass Festival ein reines Gospel-Set, das 2007 als CD unter dem Titel To Heaven U Ride veröffentlicht wurde.
Unter dem Motto „No Bush War“ tourte Michelle Shocked 2002 mit ihrer Begleitband Perverse All Stars durch Europa. Mit dabei war auch ihr damaliger Ehemann und Manager Bart Bull, von dem sie sich mittlerweile privat und geschäftlich getrennt hat. Seit Mitte der 1990er-Jahre bekannte sich Michelle Shocked explizit zum Christentum, was auch einige christlich inspirierte Texte nach sich zog. Abgesehen von ihrem musikalischen Wirken engagiert sie sich für unterschiedliche soziale Projekte, insbesondere Hilfsprojekte für HIV-infizierte Kinder in Afrika. Der auf Deep Natural / Dub Natural veröffentlichte Song Good News wird von der Umweltorganisation Greenpeace verwendet, mit der Michelle Shocked zusammenarbeitet, um auf Umweltschädigungen durch PVC-Gifte hinzuweisen, die den Mississippi River in Louisiana verunreinigen. Der Umweltaktivistin Julia Butterfly Hill widmete sie den Song Butterfly Hill.

## Stil und Kritiken
Starke Stilsprünge sowie eine ausgeprägte Aversion gegenüber kommerziellen Vermarktungstechniken sind für Michelle Shocked zum Markenzeichen geworden. Die meisten ihrer Alben sind als Bestandteile von Trilogien konzipiert. Ihre schnörkellose, klare Darbietungsweise, die bei Konzerten immer wieder von kleinen Geschichten zu den jeweiligen Stücken unterbrochen wird, bedient sich vor allem traditioneller Stile wie Folk, Country, Swing, Western Swing, Rock, Blues, Gospel und Reggae. Der Erfolg von Songwriterinnen wie Michelle Shocked, Tracy Chapman, Tanita Tikaram und Suzanne Vega Ende der Achtziger brachte verstärkt feministische Impulse in die Rockmusik und trug dazu bei, die Stellung von Frauen im Rock-Business zu verbessern. Aufgrund ihrer Folksongs, die in manchen Aspekten an Joan Baez und Bob Dylan erinnern, gilt Michelle Shocked – zusammen mit der politisch ebenfalls stark engagierten Ani DiFranco – als Vorläuferin des Anti-Folk.
Zu ihrer persönlichen Motivation äußerte sie sich gegenüber der Tageszeitung taz im Jahr 2002 wie folgt: „Mein Plan war, Aktivistin zu werden, Community-Organisatorin, Vagabundin, zielloser Bohemien. Es war dies die Reaktion auf eine Kultur, die zunehmend darauf hinauslief, uns nur in dem Maße wertzuschätzen, wie wir einen ökonomischen Beitrag zur Gesellschaft leisten. Ich suchte nach einem Weg, mein Leben komplett frei von solchen Kriterien zu leben.“ Das deutsche Musikmagazin Musik Express beschrieb sie als „Einzelkämpferin und Antistar“. Der Boston Globe charakterisiert Shockeds Stil als rauen Soul-Gesang mit der Offenherzigkeit eines Folksingers und der Blues-Gitarre eines Delta-Punks. Der Musician sah in ihr „Woody Guthries lange verlorene Tochter“.

## Diskografie
Alben
- The Texas Campfire Tapes (Cooking Vinyl / Mercury/Reprise, 1986/1987)
- The Texas Campfire Takes (Mighty Sounds, 2003; 2-CD-Deluxe-Edition inkl. Bonus-Tracks)
- Short Sharp Shocked (Mercury, 1988)
- Short Sharp Shocked (Mighty Sounds, 2003; 2-CD-Deluxe-Edition inkl. Bonus-Tracks)
- Captain Swing (Mercury, 1989)
- Captain Swing (Mighty Sounds, 2004; Deluxe-Edition inkl. Bonus-Tracks)
- Arkansas Traveler (Mercury, 1992)
- Arkansas Traveler (Mighty Sounds, 2004; Deluxe-Edition inkl. Bonus-Tracks)
- Kind Hearted Woman (Privatpressung, 1994; Solo-Version)
- Artists Make Lousy Slaves (Privatpressung, 1996; mit Fiachna O’Braonain)
- Kind Hearted Woman (Mood Swing / Private Music, 1996; Band-Version)
- Mercury Poise: 1988–1995 (Mercury, 1996)
- Good News (Privatpressung, 1998)
- Dub Natural (Mood Swing Privatpressung, 2001)
- Deep Natural / Dub Natural (Mighty Sounds, 2002)
- Threesome: Don’t Ask, Don’t Tell / Got No Strings / Mexican Standoff (Mighty Sounds, 2005; auch als Einzelalben erhältlich)
- To Heaven U Ride (2003 aufgenommenes Livealbum; VÖ: Mighty Sounds, 2007)
- Soul of My Soul (Mighty Sounds, 2009)

Titel auf Kompilationen
- Sgt. Pepper Knew My Father (NME, 1988): Lovely Rita (Tribute-Album für Sgt: Pepper’s Lonely Hearts Club Band von den Beatles)
- ’Til Things Are Brighter (Red Rhino, 1988): One Piece at a Time (Tribute-Album für Johnny Cash)
- Christmas Guitars (Green Linnet, 1989): The Christmas Song
- A Child’s Celebration of Folk Music (Music for Little People, 1996): See the Sea
- Big Blues (Music for Little People, 1996): Flying Lesson
- Lounge-A-Palooza (Hollywood, 1997): Wichita Lineman (Glen Campbell & Michelle Shocked with Texas Tornados)
- Dead Man Walking – Music from and inspired by the Motion Picture (Columbia, 1996): The Quality of Mercy
- Blue Haze – Songs of Jimi Hendrix (Ruf Records, 2000): House Burning Down
- Shout, Sister, Shout! – A Tribute to Sister Rosetta Tharpe (M.C. Records, 2003): Strange Things Happen Every Day
- Beautiful Dreamer – The Songs of Stephen Foster (American Roots Publishing, 2004): Oh! Susanna
- Creole Bred – A Tribute to Creole and Zydeco (Vanguard Records, 2004): Paper in My Shoe
- Give Us Your Poor (Appleseed / in-akustik, 2007): Becky’s Tune